# Adrian Rose Arnaud Lagrèze-Fossat
Adrian Rose Arnaud Lagrèze-Fossat ( 1818 - 1874 ) fue un abogado, y naturalista francés.

## Algunas publicaciones
- 1847. Flore de Tarn et Garonne: ou Description des plantes vasculaires qui croissent spontanément dans ce département. Ed. Rethoré. 527 pp. En línea. Reeditó Kessinger Pub Co, 2010. 544 pp. ISBN 1161172165
- 1868. La ville, les vicomtes et la coutume d'Auvillar. Ed. A. Claudin. 254 pp.
- 1870. Études historiques sur Moissac, Volumen 1. Ed. J.-B. Dumoulin

- La abreviatura «Lagr.-Foss.» se emplea para indicar a Adrian Rose Arnaud Lagrèze-Fossat como autoridad en la descripción y clasificación científica de los vegetales.[1]